# 篠原太郎
篠原 太郎（しのはらたろう：本名同じ。1963年2月25日-）は、東京都出身の音楽家。作詞家、作曲家として活動するほか、THE BRICK'S TONEのメンバーである。

## 経歴
1963年、東京都に生まれる。小学校の終わりに姉の影響でビートルズを聴き音楽に目覚める。
1977年、中2で初めてギターを手にし、バンドを組む都合でベースを始める。マルチプレイヤー志向があったためピアノも弾き始める。
高校入学後、ザ・ジャム、ザ・クラッシュやビートルズ等のリバプールサウンドのコピー・バンドにボーカル・ベースで参加。高校のジャズ部にも所属し、スタンダードなブルース形式の曲を演奏するバンドでピアノ・ベースを担当する。
1980年、高3の時、ジャズ部のメンバー2人と3人編成のニュー・ウェイヴ系のバンド「Beta」を結成。EastWest等のコンテストに出場する。
1981年、高校の頃に組んでいたコピーバンドが、THE BEAT LONDONERS名義となり、オリジナル中心で再開。ボーカル・ベースを担当。
1982年前半、THE BREAKERSにドラム・ボーカルとして加入。後にベース・ボーカルに変わる。
1984年、THE BREAKERS活動中に桑田りんに楽曲提供。
1985年、THE BREAKERS解散。以降、作家として真田広之、須藤薫、横山輝一に楽曲提供。
1988年2月、メルダックからシングル「CRYING YOUTH」、3月に同名の1stアルバムでソロ・メジャー・デビュー。 ザ・コレクターズの古市コータローのソロアルバムに詞を提供。
1989年4月、2ndアルバム「光と陰」発売。この頃ソロ活動に疑問を感じ始め、「B-JACKS」を結成し、再びバンド活動を始める。
1991年、B-JACKSからキーボーディストが脱退、バンド名を「THE BRICK'S TONE」に改名。同年、真島昌利の『HAPPY SONGS』発売後のツアーに参加。
1993年、BMGビクターへ移籍。アルバムを2枚リリース後、インディーズに戻る。
2009年以降、Moonlights、Bohemians、Briar等のバンドのレコーディングに音楽プロデューサー、エンジニアとして参加。
近年もTHE BRICK'S TONEで精力的に活動、自主制作でアルバムもリリース。他には元THE SHAMROCKの山森正之らと「ピノキオズ」としても活動中。2012年からは自身のソロ・ユニット「BRICK PIECE」を始動している。

## 人物
ピョンピョン跳ねながら演奏するスタイルは、一部ファンから「ダンシング篠原」と呼ばれている。THE BREAKERS解散後の1985年、THE BLUE HEARTSのオープニングアクトとして、真島と二人で「ホリー・バーバリアン」名義でのライブを一度だけ行った。真島のソロアルバム『HAPPY SONGS』に楽器演奏と共同プロデュースで参加、ライブのサポートも個人またはTHE BRICK'S TONEで参加。

## ディスコグラフィー

### シングル
- CRYING YOUTH／YOUNG BOY BLUES（1988年2月21日、メルダック）

### アルバム

#### ソロ
- CRYING YOUTH（1988年3月21日、メルダック）
- 光と陰（1989年4月8日、メルダック）

#### THE BRICK'S TONE
- JACK IN THE BOX（1993年3月21日、BMGビクター）
- BRICK'S TONE II （1994年5月21日、BMGビクター）
- THREE CORNERED（2003年3月19日）
- BRAND NEW GEAR（2011年2月5日）
- BRICK'S SONGS（2012年7月11日）